# Списак епизода серије Јужњачко срце

Јужњачко срце је америчка драмедијска телевизијска серија чији је аутор Лејла Герстајн за The CW. Рејчел Билсон глуми др Зои Харт, која тежи да буде попут свог оца и да постане кардиохирург. После четири године боравка у њујоршкој болници, Зои не добија стипендију и прихвата понуду да се пресели на југ и ради у малој медицинској ординацији.
Емитовано је 76 епизода серије са укупно четири сезоне.

## Преглед серије
| Сезона | Сезона | Епизоде | Епизоде | Оригинално емитовање | Оригинално емитовање |
| Сезона | Сезона | Епизоде | Епизоде | Премијера            | Финале               |
| ------ | ------ | ------- | ------- | -------------------- | -------------------- |
|        | 1.     | 22      | 22      | 26. септембар 2011.  | 14. мај 2012.        |
|        | 2.     | 22      | 22      | 2. октобар 2012.     | 7. мај 2013.         |
|        | 3.     | 22      | 22      | 7. октобар 2013.     | 16. мај 2014.        |
|        | 4.     | 10      | 10      | 15. децембар 2014.   | 27. март 2015.       |

## Епизоде

### 1. сезона (2011—2012)
Јужњачко срце (1. сезона)

### 2. сезона (2012—2013)
Јужњачко срце (2. сезона)

### 3. сезона (2013—2014)
Јужњачко срце (3. сезона)

### 4. сезона (2014—2015)
Јужњачко срце (4. сезона)

## Гледаност
| Сезона | Сезона | Број епизоде | Број епизоде | Број епизоде | Број епизоде | Број епизоде | Број епизоде | Број епизоде | Број епизоде | Број епизоде | Број епизоде | Број епизоде | Број епизоде | Број епизоде | Број епизоде | Број епизоде | Број епизоде | Број епизоде | Број епизоде | Број епизоде | Број епизоде | Број епизоде | Број епизоде | Просек |
| Сезона | Сезона | 1            | 2            | 3            | 4            | 5            | 6            | 7            | 8            | 9            | 10           | 11           | 12           | 13           | 14           | 15           | 16           | 17           | 18           | 19           | 20           | 21           | 22           | Просек |
| ------ | ------ | ------------ | ------------ | ------------ | ------------ | ------------ | ------------ | ------------ | ------------ | ------------ | ------------ | ------------ | ------------ | ------------ | ------------ | ------------ | ------------ | ------------ | ------------ | ------------ | ------------ | ------------ | ------------ | ------ |
|        | 1      | 1,88         | 1,75         | 1,57         | 1,65         | 2,01         | 1,45         | 1,62         | 1,77         | 1,90         | 1,81         | 1,23         | 1,54         | 1,52         | 1,64         | 1,57         | 1,41         | 1,20         | 1,37         | 1,28         | 1,39         | 1,37         | 1,60         | 1,57   |
|        | 2      | 1,53         | 1,19         | 1,40         | 1,32         | 1,41         | 1,62         | 1,23         | 1,39         | 1,60         | 1,41         | 1,37         | 1,45         | 1,32         | 1,44         | 1,37         | 1,38         | 1,50         | 1,20         | 1,30         | 1,10         | 1,20         | 1,19         | 1,36   |
|        | 3      | 1,03         | 1,06         | 1,05         | 1,05         | 1,00         | 1,11         | 1,03         | 1,01         | 1,19         | 1,00         | 1,16         | 1,21         | 1,03         | 1,03         | 0,94         | 0,73         | 0,81         | 0,80         | 0,75         | 0,66         | 0,76         | 0,88         | 0,97   |
|        | 4      | 1,22         | 1,14         | 1,22         | 1,02         | 1,24         | 1,21         | 1,19         | 1,11         | 1,08         | 1,33         | Н/Д          | Н/Д          | Н/Д          | Н/Д          | Н/Д          | Н/Д          | Н/Д          | Н/Д          | Н/Д          | Н/Д          | Н/Д          | Н/Д          | 1,18   |